# Notație matematică
Notația matematică este un sistem de reprezentări simbolice ale obiectelor și ideilor matematice. Notațiile matematice sunt utilizate în matematică, fizică, inginerie și economie. Notațiile matematice includ reprezentări simbolice relativ simple, cum ar fi numerele 0, 1 și 2; variabile, cum ar fi x, y și z; delimitatori precum „(” și „|”; simboluri de funcții, cum ar fi sin; simboluri deoperatori, cum ar fi „+”; simboluri relaționale precum „<”; simboluri conceptuale precum „lim” și „dy/dx”; ecuații și notații schematice complexe, cum ar fi notația grafică Penrose și diagramele Coxeter–Dynkin.

## Definiție
O notație matematică este un sistem de scriere utilizat pentru înregistrarea conceptelor în matematică.
- Notația folosește simboluri sau expresii simbolice cu un sens semantic precis.
- În istoria matematicii, aceste simboluri au reprezentat numere, forme, modele și schimbări. Notațiile pot reprezenta și simboluri pentru părți ale exprimării convenționale dintre matematicieni atunci când folosesc limbajul matematic.

Suporturile utilizate pentru scriere sunt prezentate mai jos, dar materialele obișnuite includ în prezent hârtie și creion, tablă și cretă (sau marker cu ștergere uscată) și suporturi electronice. Aderarea sistematică la conceptele matematice este un concept fundamental al notației matematice. Pentru concepte conexe, v. argument logic, logică matematică și teoria modelelor.

## Expresii
O expresie matematică este o secvență de simboluri care poate fi evaluată. De exemplu, dacă simbolurile reprezintă numere, atunci expresiile sunt evaluate conform unei ordini a operațiilor convențională care prevede calcularea, dacă este posibil, a oricăror expresii între paranteze, urmate de ridicările la putere și extragerile de radicali, apoi înmulțirile și împărțirile și, în cele din urmă, adunările și scăderile, toate făcute de la stânga la dreapta.
În limbajele de programare aceste reguli sunt implementate în compilatoare.

## Înțelesul semantic exact
Matematica modernă trebuie să fie precisă, deoarece notațiile ambigue nu permit demonstrațiile matematice formale. Fie o serie de afirmații, notate cu unele secvențe formale de simboluri, despre unele obiecte (de exemplu, numere, forme, modele). Până când nu este demonstrat că afirmațiile sunt valide, semnificația lor nu este încă sigură. În timpul raționamentului se pot lăsa simbolurile să se refere la acele obiecte notate, poate într-un model. Semantica acelui obiect are o latură euristică și o latură deductivă. În ambele cazuri, se dorește cunoașterea proprietățile acelui obiect, care apoi ar putea fi exprimate listate apoi într-o definiție intensivă.
Aceste proprietăți ar putea fi apoi exprimate prin unele simboluri bine cunoscute și convenite dintr-un tabel de simboluri matematice. Această notație matematică ar putea include adnotări precum:
- „toate x”, „niciun x”, „există x” (sau echivalentul „unele x”), „o mulțime”, „o funcție”;
- „o aplicație a numerelor reale pe numerele complexe”.

În contexte diferite, același simbol sau aceeași notație pot fi folosite pentru a reprezenta concepte diferite (la fel cum mai multe simboluri pot fi utilizate pentru a reprezenta același concept). Prin urmare, pentru a înțelege pe deplin un text matematic este important să se verifice mai întâi definițiile notațiilor date de autor. Acest lucru poate fi problematic, de exemplu dacă autorul presupune că cititorul este deja familiarizat cu notația utilizată.

## Notații matematice cu simboluri nelatine
Notația matematică arabă modernă se bazează în special pe alfabetul arab și este larg folosită în lumea arabă, în special în învățământul preuniversitar. Notația actuală folosește cifrele arabe în locul cifrelor romane precum și o serie de simboluri matematice arabe. 
În plus față de notația arabă, matematica folosește alfabetul grec pentru a nota o mare varietate de obiecte și variabile matematice. În unele cazuri sunt utilizate și anumite litere din alfabetul ebraic, cum ar fi litera alef pentru a nota cardinalul infinitului.
Unele notații matematice sunt simboluri grafice, aproape în totalitate independente de script. Exemple sunt notația grafică Penrose și diagramele Coxeter–Dynkin.
Notațiile matematice bazate pe Braille utilizate de persoanele nevăzătoare sunt Nemeth Braille și Gardner–Salinas Braille.